# Géorgie aux Jeux olympiques d'été de 2024
La Géorgie participe aux Jeux olympiques de 2024 à Paris. Il s'agit de sa 8e participation à des Jeux olympiques d'été.
Le 16 juillet 2024, l'haltérophile Lasha Talakhadze et la tireuse sportive Nino Salukvadze sont nommés porte-drapeau de la délégation géorgienne.

## Nombre d’athlètes qualifiés par sport
Voici la liste des qualifiés et sélectionnés géorgiens par sport (remplaçants compris) :
| Sport                                                                               | Hommes  | Femmes  | Total   |
| ----------------------------------------------------------------------------------- | ------- | ------- | ------- |
| Athlétisme                                                                          | 0       | 1       | 1       |
| Boxe                                                                                | 2       | 0       | 0       |
| Escrime                                                                             | 1       | 0       | 1       |
| Gymnastique                                                                         | 0       | 1       | 1       |
| Haltérophilie                                                                       | 3       | 0       | 3       |
| Judo                                                                                | 7       | 3       | 10      |
| Lutte                                                                               | 7       | 0       | 7       |
| Sports aquatiques • Natation sportive • Plongeon • Natation artistique • Water-polo | 2 0 0 0 | 0 0 0 0 | 2 0 0 0 |
| Tir                                                                                 | 0       | 1       | 1       |
| Total                                                                               | 21      | 7       | 28      |

## Bilan général
| Sport         | Médaille d'or, Jeux olympiques | Médaille d'argent, Jeux olympiques | Médaille de bronze, Jeux olympiques | Total | Rang pays |
| ------------- | ------------------------------ | ---------------------------------- | ----------------------------------- | ----- | --------- |
| Athlétisme    |                                |                                    |                                     |       |           |
| Boxe          |                                |                                    |                                     |       |           |
| Escrime       |                                |                                    |                                     |       |           |
| Gymnastique   |                                |                                    |                                     |       |           |
| Haltérophilie |                                |                                    |                                     |       |           |
| Judo          |                                |                                    |                                     |       |           |
| Lutte         |                                |                                    |                                     |       |           |
| Natation      |                                |                                    |                                     |       |           |
| Tir           |                                |                                    |                                     |       |           |
| Total         |                                |                                    |                                     |       |           |

| Jour       | Médaille d'or, Jeux olympiques | Médaille d'argent, Jeux olympiques | Médaille de bronze, Jeux olympiques | Total |
| ---------- | ------------------------------ | ---------------------------------- | ----------------------------------- | ----- |
| 26 juillet |                                |                                    |                                     |       |
| 27 juillet |                                |                                    |                                     |       |
| 28 juillet |                                |                                    |                                     |       |
| 29 juillet |                                |                                    |                                     |       |
| 30 juillet |                                |                                    |                                     |       |
| 31 juillet |                                |                                    |                                     |       |
| 1er août   |                                |                                    |                                     |       |
| 2 août     |                                |                                    |                                     |       |
| 3 août     |                                |                                    |                                     |       |
| 4 août     |                                |                                    |                                     |       |
| 5 août     |                                |                                    |                                     |       |
| 6 août     |                                |                                    |                                     |       |
| 7 août     |                                |                                    |                                     |       |
| 8 août     |                                |                                    |                                     |       |
| 9 août     |                                |                                    |                                     |       |
| 10 août    |                                |                                    |                                     |       |
| 11 août    |                                |                                    |                                     |       |
| Total      |                                |                                    |                                     |       |

| Sexe   | Médaille d'or, Jeux olympiques | Médaille d'argent, Jeux olympiques | Médaille de bronze, Jeux olympiques | Total |
| ------ | ------------------------------ | ---------------------------------- | ----------------------------------- | ----- |
| Hommes |                                |                                    |                                     |       |
| Femmes |                                |                                    |                                     |       |
| Mixte  |                                |                                    |                                     |       |
| Total  |                                |                                    |                                     |       |

## Médaillés
| Sport | Discipline | Athlète(s) | Performance | Date |
| ----- | ---------- | ---------- | ----------- | ---- |
|       |            |            |             |      |

| Sport | Discipline | Athlète(s) | Performance | Date |
| ----- | ---------- | ---------- | ----------- | ---- |
|       |            |            |             |      |

| Sport | Discipline | Athlète(s) | Performance | Date |
| ----- | ---------- | ---------- | ----------- | ---- |
|       |            |            |             |      |

## Résultats

### Athlétisme

#### Femmes
| Athlètes         | Épreuve | Premier tour (ou tour préliminaire) | Premier tour (ou tour préliminaire) | Repêchage (ou premier tour) | Repêchage (ou premier tour) | Demi-finales | Demi-finales | Finale  | Finale  |
| Athlètes         | Épreuve | Temps                               | Rang                                | Temps                       | Rang                        | Temps        | Rang         | Temps   | Rang    |
| ---------------- | ------- | ----------------------------------- | ----------------------------------- | --------------------------- | --------------------------- | ------------ | ------------ | ------- | ------- |
| Lika Kharchilava | 100 m   | 12 s 37                             | 5e                                  | Eliminé                     | Eliminé                     | Eliminé      | Eliminé      | Eliminé | Eliminé |

### Boxe
| Athlètes | Catégorie               | 1/16e de finale     | 1/8e de finale      | Quart de finale     | Demi-finale         | Finale              | Rang |
| Athlètes | Catégorie               | Adversaire Résultat | Adversaire Résultat | Adversaire Résultat | Adversaire Résultat | Adversaire Résultat | Rang |
| -------- | ----------------------- | ------------------- | ------------------- | ------------------- | ------------------- | ------------------- | ---- |
|          | Poids légers (-63,5 kg) |                     |                     |                     |                     |                     | e    |
|          | Poids lourds (-92 kg)   |                     |                     |                     |                     |                     | e    |

### Escrime
| Athlète        | Compétition      | 1/32 de finale   | Seizièmes de finale | Huitièmes de finale | Quarts de finale | Demi-finales / Classement | Finale / Classement | Rang |
| Athlète        | Compétition      | Adversaire Score | Adversaire Score    | Adversaire Score    | Adversaire Score | Adversaire Score          | Adversaire Score    | Rang |
| -------------- | ---------------- | ---------------- | ------------------- | ------------------- | ---------------- | ------------------------- | ------------------- | ---- |
| Sandro Bazadze | Sabre individuel | Exempté          | Zea Victoire 15-6   | Amer Défaite 14-15  | Éliminé          | Éliminé                   | Éliminé             | 9e   |

### Haltérophilie
| Athlète | Compétition     | Arraché  | Arraché | Épaulé-jeté | Épaulé-jeté | Total | Rang |
| Athlète | Compétition     | Résultat | Rang    | Résultat    | Rang        | Total | Rang |
| ------- | --------------- | -------- | ------- | ----------- | ----------- | ----- | ---- |
|         | Moins de 61 kg  | kg       | e       | kg          | e           | kg    | e    |
|         | Moins de 102 kg | kg       | e       | kg          | e           | kg    | e    |
|         | Plus de 102 kg  | kg       | e       | kg          | e           | kg    | e    |

### Judo
| Athlète | Compétition     | 1er tour            | 2e tour             | Quart de finale     | Demi-finale         | Repêchage           | Finale / CB         | Rang |
| Athlète | Compétition     | Adversaire Résultat | Adversaire Résultat | Adversaire Résultat | Adversaire Résultat | Adversaire Résultat | Adversaire Résultat | Rang |
| ------- | --------------- | ------------------- | ------------------- | ------------------- | ------------------- | ------------------- | ------------------- | ---- |
|         | Moins de 60 kg  |                     |                     |                     |                     |                     |                     | e    |
|         | Moins de 66 kg  |                     |                     |                     |                     |                     |                     | e    |
|         | Moins de 73 kg  |                     |                     |                     |                     |                     |                     | e    |
|         | Moins de 81 kg  |                     |                     |                     |                     |                     |                     | e    |
|         | Moins de 90 kg  |                     |                     |                     |                     |                     |                     | e    |
|         | Moins de 100 kg |                     |                     |                     |                     |                     |                     | e    |
|         | Plus de 100 kg  |                     |                     |                     |                     |                     |                     | e    |

| Athlète | Compétition    | 1er tour            | 2e tour             | Quart de finale     | Demi-finale         | Repêchage           | Finale / CB         | Rang |
| Athlète | Compétition    | Adversaire Résultat | Adversaire Résultat | Adversaire Résultat | Adversaire Résultat | Adversaire Résultat | Adversaire Résultat | Rang |
| ------- | -------------- | ------------------- | ------------------- | ------------------- | ------------------- | ------------------- | ------------------- | ---- |
|         | Moins de 57 kg |                     |                     |                     |                     |                     |                     | e    |
|         | Moins de 63 kg |                     |                     |                     |                     |                     |                     | e    |
|         | Plus de 78 kg  |                     |                     |                     |                     |                     |                     | e    |

| Athlètes | Huitième de finale  | Quart de finale     | Demi-finale         | Repêchage           | Finale / CB         | Rang |
| Athlètes | Adversaire Résultat | Adversaire Résultat | Adversaire Résultat | Adversaire Résultat | Adversaire Résultat | Rang |
| -------- | ------------------- | ------------------- | ------------------- | ------------------- | ------------------- | ---- |
|          |                     |                     |                     |                     |                     | e    |

### Lutte
| Athlète | Compétition     | Huitièmes de finale | Quart de finale     | Demi-finale         | Repêchage           | Finale / CB         | Rang |
| Athlète | Compétition     | Adversaire Résultat | Adversaire Résultat | Adversaire Résultat | Adversaire Résultat | Adversaire Résultat | Rang |
| ------- | --------------- | ------------------- | ------------------- | ------------------- | ------------------- | ------------------- | ---- |
|         | Moins de 65 kg  |                     |                     |                     |                     |                     | e    |
|         | Moins de 86 kg  |                     |                     |                     |                     |                     | e    |
|         | Moins de 97 kg  |                     |                     |                     |                     |                     | e    |
|         | Moins de 125 kg |                     |                     |                     |                     |                     | e    |

| Athlète | Compétition    | Huitièmes de finale | Quart de finale     | Demi-finale         | Repêchage           | Finale / CB         | Rang |
| Athlète | Compétition    | Adversaire Résultat | Adversaire Résultat | Adversaire Résultat | Adversaire Résultat | Adversaire Résultat | Rang |
| ------- | -------------- | ------------------- | ------------------- | ------------------- | ------------------- | ------------------- | ---- |
|         | Moins de 67 kg |                     |                     |                     |                     |                     | e    |
|         | Moins de 87 kg |                     |                     |                     |                     |                     | e    |
|         | Moins de 97 kg |                     |                     |                     |                     |                     | e    |

### Natation
| Athlète | Épreuve   | Séries | Séries | Demi-finales | Demi-finales | Finale | Finale |
| Athlète | Épreuve   | Temps  | Rang   | Temps        | Rang         | Temps  | Rang   |
| ------- | --------- | ------ | ------ | ------------ | ------------ | ------ | ------ |
|         | 100 m dos |        | e      |              | e            |        | e      |

| Athlète | Épreuve        | Séries | Séries | Demi-finales | Demi-finales | Finale | Finale |
| Athlète | Épreuve        | Temps  | Rang   | Temps        | Rang         | Temps  | Rang   |
| ------- | -------------- | ------ | ------ | ------------ | ------------ | ------ | ------ |
|         | 100 m papillon |        | e      |              | e            |        | e      |

### Tir
| Tireuses | Compétition                  | Qualification | Qualification | Finale | Finale |
| Tireuses | Compétition                  | Points        | Rang          | Points | Rang   |
| -------- | ---------------------------- | ------------- | ------------- | ------ | ------ |
|          | Pistolet à 10 m air comprimé |               | e             |        | e      |
|          | Pistolet à 25 m              |               | e             |        | e      |

### Trampoline
| Athlète | Compétition      | Qualifications  | Qualifications | Qualifications | Qualifications | Finale        | Finale |
| Athlète | Compétition      | Routine imposée | Routine libre  | Total          | Rang           | Routine libre | Rang   |
| ------- | ---------------- | --------------- | -------------- | -------------- | -------------- | ------------- | ------ |
|         | Concours féminin |                 |                |                | e              |               | e      |